# Siparia (regio)
Siparia is een regio in Trinidad en Tobago.
Siparia telt 77.010 inwoners op een oppervlakte van 510 km².